# Структурная схема

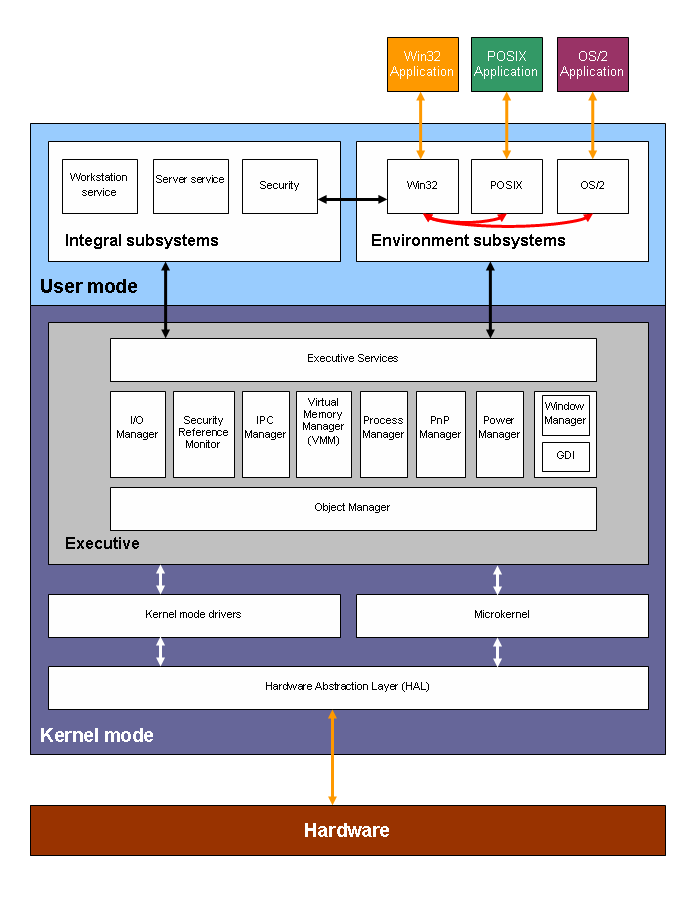
Пример блока

Структурная схема — это совокупность элементарных звеньев объекта и связей между ними, один из видов графической модели. Под элементарным звеном подразумевается часть объекта, системы управления и т. д., которая реализует элементарную функцию.

## В теории автоматического управления
Элементарные звенья изображаются прямоугольниками, а связи между ними — сплошными линиями со стрелками, показывающими направление действия звена. Иногда в поле прямоугольника вписывают математическое выражение закона преобразования сигнала в звене, в этом случае схему иногда называют алгоритмичной.
В схемотехнике вместе со структурной различают также принципиальную и функциональную схему. Среди всех этих схем структурная наименее детализирована.
Она предназначена для отражения общей структуры устройства. Структура  есть совокупность устойчивых связей и отношений объекта, обеспечивающих его целостность и тождественность самому себе, т.е. сохранение основных свойств при различных внешних и внутренних изменениях.  Из структурной схемы должно быть понятно, зачем нужно данное устройство и что оно делает в основных режимах работы, как взаимодействуют его части. Обозначения структурной схемы могут быть достаточно свободными, хотя некоторые общепринятые правила всё же лучше выполнять.
Непременное условие, которое должно соблюдаться при разложении системы на звенья состоит в соблюдении правила однонаправленной передачи воздействий (свойство детектируемости звена). Это означает, что выходная величина любого звена системы зависит только от изменения его входной величины.
Следует отметить, что каждое из таких включенных в систему звеньев обладает свойством автономности в том смысле, что изменение динамических свойств одного звена не отражается на свойствах других звеньев. 
Физическая природа процессов, протекающих в звеньях, оказывается совершенно безразличной, если они имеют одинаковые дифференциальные уравнения, как например, механическое или электрическое звено. 
Разбиение динамических систем на элементарные звенья в составе структурной схеме, значительно упрощает их расчет, анализ и конструирование.  
Параметрами звена являются постоянные коэффициенты дифференциального уравнения.Для элементарных звеньев они имеют свои названия и определяют инерционные свойства или свойства усиления входных сигналов звена. Принято обозначать буквой Т постоянную времени, характеризующую инерционные свойства, и буквой k - коэффициент передачи звена.

### Типовые связи между звеньями в структурных схемах систем
Любая сложная структура системы может быть представлена в виде комбинации попарно связанных между собой звеньев, причем существуют только три разновидности таких связей: последовательная, параллельная и обратная.
При последовательной связи выходная величина одного звена является входной для другого, и, следовательно ее передаточная функция представляет собой произведение двух звеньев.
При параллельной связи входная величина соединения является общей для обоих звеньев, а выходная образуется в результате суммирования выходных данных. Передаточная функция соединения равна сумме передаточных функций звеньев. 
При наличии обратной связи одно из звеньев системы передает сигнал с выхода второго звена обратно на его вход, где он либо суммируется с входным воздействием, либо вычитается из него. Канал, по которому сигнал с выхода системы вновь подается на ее вход, называется обратной связью, причем в первом случае обратная связь считается положительной, а во втором — отрицательной.   
Знак «минус» относится к системе с положительной обратной связью, знак «плюс»— к системе с отрицательной обратной связью.  Рассматриваемая структура отличается от двух предыдущих тем, что она содержит замкнутый контур циркуляции сигнала; поэтому такую систему называют еще замкнутой.